# ШФ Бабелсберг 03
„Бабелсберг 03“ е футболен клуб от квартал Бабелсберг на град Потсдам, провинция Бранденбург, Германия.

## История

### До 1945 г.
На 1 октомври 1903 г. 7 младежи от селцето Новавес (в покрайнините на Потсдам), интересуващи се от вдигане на тежести, силови спортове и борба, основават спортния клуб Югендкрафт 03 (на български: Младежка сила 03). Независимо от тях, две години по-късно, играещи футбол работници от Новавес полагат основите на футболния отбор Фортуна 05 и под това име вземат участие във футболни състезания в региона. На 15 февруари 1919 г. двете спортни организации се сливат в ново формирование под името Новавес 03. От лятото на 1919 г. новият отбор играе в първенството на областната група Берлин-Бранденбург, което за времето си било второто футболно ниво на регионалния футбол.
През сезон 1928/29 за кратко Новавес 03 е трениран от Сеп Хербергер, който по-късно става наставник на националния отбор на Германия и с него печели световната купа през 1954 г. След изпадането на клуба през 1931 г. в окръжната група следва внезапен възход и Новавес 03 постепенно си пробива път чак до първодивизионната група Гаулига Берлин-Бранденбург. Новобранецът в елита завършва на почетното осмо място от десет отбора през сезон 1935/36. Най-голямото постижение за този период е победата на финала на Гаукупата срещу ФФ Котбус със 7:1 през 1937 г. През следващата година Новавес и близкият Нойбабелсберг се обединяват в град Бабелсберг. Поради това административно решение спортният клуб се преименува на Бабелсберг 03. Само 17 месеца по-късно обаче Бабелсберг губи административната си самостоятелност и с решение на нацисткото правителство в Германия се присъединява към град Потсдам. Така Бабелсберг 03 осъществява ново сливане, този път с Шпортфройнде Потсдам, в Шпилферайнигунг Потсдам 03. След изпадане от Гаулигата през 1938 г. отборът успява да се върне отново през 1943 г. и постига трето и четвърто място в първенството, преди да дойде краят на Втората световна война.

### 1946 – 1990 г.
През 1946 г. Шпийлферайнигунг 03, както и всички други граждански организации в Германия след войната, е закрит. През 1949 г. в ГДР се основават първите спортни браншови клубове, подпомагани от съответните браншови поделения. В кв. „Бабелсберг“ се основава спортната организация Карл Маркс Бабелсберг, който е наследник на Шпилферайнигунг 03. Клубът се подкрепя от машинния завод „Карл Маркс“ в Бабелсберг. През 1950 г. на завода е поверена отговорността за производството на всички машини и моторни превозни средства в Източна Германия. Така се стига и до преименуването на ведомствения спортен клуб в Мотор Бабелсберг. Футболното подразделение на Мотор Бабелсберг играе в долните дивизии на ГДР през 50-те години на века.
През 1961 г. се основава СК Потсдам, който заедно с отборите от Нойбранденбург и Франкфурт на Одер, който трябва да бъде един от водещите спортни клубове на Бранденбург и на ГДР като цяло. Значима част от кадрите на новия потсдамски отбор идват от Ротацион Бабелсберг. След като тимът на СК Потсдам „забуксува“ във втората дивизия на ГДР, отборът се разформирова и се обединява с елитния по това време Мотор Бабелсберг през януари 1966 г. С изключение на защитника Конрад и централния нападател Бетке (които отиват в Унион Берлин), основният състав на отбора е запазен през втория полусезон и завършва шампионата на 11. място.
Мотор играе още 2,5 години в Първа дивизия на ГДР, но през 1968 г. постига само четири победи в цялото първенство и изпада в Окръжна лига Потсдам като отбор, класиран на последно място. През 70-те години Мотор Бабелсберг лъкатуши между окръжната лига и първа дивизия. След поредното класиране през 1981 г. следват девет години елитен футбол, през които благодарение на голмайстора Аксел Брадеман и Йорг Нахтигал, постига добри класирания – второ място през 1982 и 1984 г. През 1984 г. Мотор Бабелсберг достига осминафинал за Купата на ГДР, но губи от отбора от Оберлигата Висмут Ауе с 4:2. Бабелсбергци завършват предпоследни през 1989 г. и изпадат отново в окръжната група.

### От 1991 г.
На 10 декември 1991 г. футболното поделение на Мотор Бабелсберг се закрива и се преосновава традиционният отбор Бабелсберг 03. През 1993 г. клубът печели Ландеслига Бранденбург и се класира за областната група. След две втори места там Бабелсберг 03 печели първенството през 1996 г. и получава правото да играе в германската четвърта дивизия. Още през първия си сезон в Оберлигата бабелсбергци печелят първенството и се класират в Регионална лига Североизток. През 1999 г. „нула-три“ печели Бранденбургската купа след победа на финала над Щал Айзенхютенщат и така автоматично е поставен в първия кръг в турнира за Купата на Германия. Там щастливо клубът чрез жребий се класира директно във втория кръг на състезанието, където се пада да играе с Унтерхахинг и печели с 1:0. Под ръководството на треньора Херман Андреев, който е и бивш футболист на Бабелсберг 03, бранденбургци се класират за нововъведената Регионална лига Север през сезон 1999/2000, като отново печелят Купата на Бранденбург.
След като първоначално се счита за кандидат за изпадане от футболните специалисти в Германия, Бабелсберг 03 поднася малка сензация и успява да се класира във Втора Бундеслига. След добро начало на първия сезон във Втора дивизия, отборът постепенно влиза в лоша серия, която води до срив в класирането и в края на кампанията Бабелсберг 03 завършва последен и изпада. Поради увеличените дългове на клуба ръководството на отбора обявява несъстоятелност през април 2003 г. и така служебно изпада от регионалната лига.
От сезон 2003/04 Бабелсберг 03 играе в четвъртодивизионната Оберлига Североизток. След като завършва два пъти на второ място след аматьорите на Херта Берлин и Нойрупин квалификациите за промоция са пропуснати. През третия сезон в Оберлигата Бабелсберг 03 отново се проваля в опита си за завръщане в по-горна група. След катастрофално представяне през пролетния полусезон клубът завършва трети в крайното класиране след Унион Берлин и Нойрупин. Въпреки това финалът за Купата на Бранденбург е спечелен с 2:1 над Нойрупин. Победата дава право на участие в първия кръг на Купата на Германия за сезон 2006/07. Там бабелсбергци побеждават професионалния Ханза Росток с 2:1, но след това губят от Щутгарт с 2:4. На 20 май 2007 г. Бабелсберг 03 побеждава Пройсен Берлин с 4:0 и след четири години в Оберлигата се класира за регионалната лига. На 1 юни 2007 г. областната купа отново е спечелена след 3:2 срещу Лудвихсфелд. За сезон 2007/08 целите на отбора са достойно представяне за Купата на Германия и десето място в Регионална лига Север, даващо право на участие в новата Трета Бундеслига от следващата година. За купата бранденбургци са надиграни категорично от Дуисбург с 0:4, а за първенството постигат само 3 точки от 6 срещи в началото на кампанията. Така на 2 октомври 2007 г. треньорският тандем Растислав Ходул и Рене Третчок са освободени от ръководството на клуба и са заменени от бившия наставник на Санкт Паули и Айнтрахт Брауншвайг Дитер Демут на 7 октомври. В щаба на новия треньор е назначен помощникът Йенс Хертел, който в миналото е носил екипа на Бабелсберг 03.

## Известни футболисти
- Йенс Дове, 34 мача в първа дивизия на ГДР и 143 мача в Първа Бундеслига за Ханза Росток, 1860 Мюнхен и Хамбург;
- Валдемар Ксиенцик, 208 мача в първа дивизия на ГДР за Унион Берлин и БФК Берлин, 25 мача в Първа Бундеслига за Шалке 04, 1 мач за националния отбор на ГДР;
- Хайко Мерц, 118 мача в първа дивизия на ГДР и 95 мача в Първа Бундеслига за Ханза Росток, 1 мач за националния отбор на ГДР;
- Рене Третчок, 81 в първа дивизия на ГДР за Хале, 180 мача в Първа Бундеслига за Борусия Дортмунд, Кьолн и Херта Берлин;
- Том Перзих, 3 мача в първа дивизия на ГДР за Хале, 57 мача във Втора Бундеслига за Унион Берлин;
- Йорг Шванке, 58 мача в първа дивизия на ГДР за Енерги Котбус, 59 мача в Първа Бундеслига за Бохум, 1 мач за националния отбор на ГДР.

## Статистика

### Посещаемост
- 1991/92 Окръжна лига: 244 зрители;
- 1992/93 Областна лига Юг: 315 зрители;
- 1993/94 Лига Бранденбург: 445 зрители;
- 1994/95 Лига Бранденбург: 549 зрители;
- 1995/96 Лига Бранденбург: 621 зрители;
- 1996/97 Оберлига: 1509 зрители;
- 1997/98 Регионална лига: 2153 зрители;
- 1998/99 Регионална лига: 1647 зрители;
- 1999/00 Регионална лига: 2515 зрители;
- 2000/01 Регионална лига Север: 3483 зрители;
- 2001/02 Втора Бундеслига: 4480 зрители;
- 2002/03 Регионална лига Север: 2252 зрители;
- 2003/04 Оберлига: 1699 зрители;
- 2004/05 Оберлига: 1643 зрители;
- 2005/06 Оберлига: 1934 зрители;
- 2006/07 Оберлига: 1641 зрители;
- 2007/08 Регионална лига Север: 2602 зрители.

### Купа на Германия
| Сезон     | 1. Кръг                                             | 2. Кръг                              | 3. Кръг                         |
| --------- | --------------------------------------------------- | ------------------------------------ | ------------------------------- |
| 1999/2000 | Класиране с жребий                                  | 07.08.1999: Б 03 – Унтерхахинг 1:0   | 12.10.1999: Б 03 – Фрайбург 2:4 |
| 2000/01   | 26.08.2000: Б 03 – Бохум 1:6 (0:3)                  |                                      |                                 |
| 2001/02   | 25.08.2001: Б 03 – Херта Берлин 1:2 (1:0)           |                                      |                                 |
| 2002/03   | 01.09.2002: Б 03 – Борусия М'Гладбах 0:1 (0:1)      |                                      |                                 |
| 2006/07   | 10.09.2006: Б 03 – Ханза Росток 2:1 (1:0)           | 24.10.2006: Б 03 – Щутгарт 2:4 (0:1) |                                 |
| 2007/08   | 05.08.2007: Б 03 – Дуисбург 0:4 (0:0)               |                                      |                                 |
| 2008/09   | 09.08.2008: Б 03 – Майнц 05 1:2 сл.прод. (1:1, 0:0) |                                      |                                 |
| 2009/10   | 31.07.2009: Б 03 – Байер Леверкузен 0:1 (0:0)       |                                      |                                 |

### Първи през 2009/10 г.
| №             |          | Играч            | Рождена дата | В отбора от | См      | Кг      | Мач.    | Гол.    | Предишни клубове |
| Вратари       | Вратари  | Вратари          | Вратари      | Вратари     | Вратари | Вратари | Вратари | Вратари | Вратари |
| ------------- | -------- | ---------------- | ------------ | ----------- | ------- | ------- | ------- | ------- | --- |
| 1             | Германия | Мариан Унгер     | 17.11.1983   | 2008        | 187     | 78      | -       | -       | Магдебург, Оснабрюк, Нойрупин, Карл Цайс Йена, Динамо Берлин, Емпор Берлин                                                    |
| 23            | Германия | Даниел Цахер     | 04.11.1988   | 2008        | 195     | 88      | -       | -       | Динамо Дрезден |
| Защитници     |          |                  |              |             |         |         |         |         | |
| 3             | Германия | Рони Зурма       | 17.04.1988   | 2008        | -       | -       | -       | -       | Динамо Дрезден |
| 5             | Германия | Денис Вайдлих    | 08.07.1986   | 2008        | 185     | -       | -       | -       | Вилхелмсхафен, Люнебург |
| 7             | Германия | Матиас Рудолф    | 06.09.1982   | 2006        | 177     | -       | -       | -       | Баунатал, Хесен Касел, Бабелсберг 03                                                                                          |
| 13            | Германия | Райнер Мюлер     | 15.05.1986   | 2008        | -       | -       | -       | -       | Хееслинген, Рот-Вайс Ерфурт                                                                                                   |
| 14            | Германия | Йоан Умари       | 19.08.1988   | 2008        | -       | -       | -       | -       | Райникендорфер Фюксе |
| 21            |          | Онур Байрам      | 28.04.1990   | 2009        | -       | -       | -       | -       | Тюркийемспор Берлин |
| 33            | Германия | Бьорн Лаарс      | 05.12.1974   | 2004        | 184     | 83      | -       | -       | Рот-Вайс Ерфурт, Бабелсберг 03, Ханза Росток                                                                                  |
| Полузащитници |          |                  |              |             |         |         |         |         | |
| 6             | Германия | Антон Мюлер      | 22.10.1983   | 2009        | 179     | 77      | -       | -       | Кемниц, Ханза Росток, Тенис Борусия Берлин, Райникендорфер Фюксе, Тенис Борусия Берлин, Лихтерфелде                           |
| 8             | Германия | Патрик Мориц     | 22.10.1977   | 2002        | 180     | 77      | -       | -       | Бранденбург Зюд 05, Щал Бранденбург                                                                                           |
| 10            | Германия | Свен Хартвих     | 08.07.1984   | 2005        | 184     | 78      | -       | -       | Карл Цайс Йена, Рот-Вайс Ерфурт, Лайпцих, Щутгарт II, Хале, Айслебен                                                          |
| 11            | Германия | Феликс Доян      | 16.02.1986   | 2009        | 181     | 74      | -       | -       | Ерцгебирге Ауе, Ханза Росток                                                                                                  |
| 17            | Германия | Юлиан Прохнов    | 01.07.1986   | 2005        | -       | -       | -       | -       | Тенис Борусия Берлин |
| 19            |          | Юмит Ергирди     | 05.11.1981   | 2008        | -       | -       | -       | -       | Тенис Борусия Берлин, Пройсен Берлин                                                                                          |
| 25            |          | Алмедин Чива     | 27.04.1972   | 2008        | 178     | 75      | -       | -       | Йешилюрт, Хале, Заксен Лайпцих, Лайпцих, Бабелсберг 03, Юрдинген 05, Унион Берлин, Райникендорфер Фюксе, Тенис Борусия Берлин |
| Нападатели    |          |                  |              |             |         |         |         |         | |
| 2             |          | Тобиас Франсиско | 31.03.1988   | 2007        | -       | -       | -       | -       | Лудвихсфелд |
| 9             | Германия | Клеменс Ланге    | 23.04.1986   | 2008        | 189     | 87      | -       | -       | Ханза Росток, Санкт Паули, Ханза Росток, Блоерфелде, Дамгартен, Рибниц-Дамгартен                                              |
| 16            | Германия | Даниел Фран      | 03.06.1987   | 2007        | 182     | 75      | -       | -       | Херта Берлин, Енерги Котбус, Глюкауф Бриске-Зенфтенберг                                                                       |
| 18            | Германия | Еркан Киличаслан | 05.04.1985   | 2009        | -       | -       | -       | -       | Обернойланд, Олденбург, Ноймюнстер                                                                                            |
| 20            | Германия | Щефан Кучке      | 03.11.1988   | -           | -       | -       | -       | -       | Дрезден 06 Лаубегаст |
| 31            | Германия | Николас Хебиш    | 26.03.1990   | 2009        | -       | -       | -       | -       | Тенис Борусия Берлин, Тасмания Гропиусщат 1973, Щаакен, Нордберлин, Щаакен, Шпандау                                           |
| -             | Германия | Рико Айхщет      | 18.06.1990   | 2008        | -       | -       | -       | -       | Мотор Еберсвалде |
| -             | Германия | Гуидо Кочер      | 15.09.1988   | 2009        | 175     | 75      | -       | -       | Ханза Росток, Нойхаузен |

## Стадион
Бабелсберг 03 играе своите домакински срещи на побиращия 10 499 зрители стадион „Карл-Лийбкнехт-Щадион“, като го дели с женския футболен отбор Турбине Потсдам. През 2007 г. стадионът е заплануван да се реновира и разшири като достигне вместимост от 14 000 посетители, но не са предприети строителни работи в тази насока.
През 2006 и 2007 г. Германия кандидатства за домакин на световното първенство по футбол за жени през 2011 г., като планира при одобрение на кандидатурата си да построи нов стадион в потсдамския квартал Валдщат. Привържениците на Бабелсберг 03 обаче организират инициатива за запазване на своя стадион, наречена „Про Карли“. Те успяват в своето начинание и в близко бъдеще „Карл-Лийбкнехт-Щадион“ ще бъде саниран.

## Любопитно
Местният противник Фортуна Бабелсберг на Бабелсберг 03 претендира да е „истинският наследник на успешния отбор Ротацион Бабелсберг от бившата ГДР.
През 2003 г. 100-годишният юбилей на Бабелсберг 03 преминава под надслов „100 години футбол в Бабелсберг“, въпреки че футболът започва да се упражнява организирано през 1905 г.